# 陽楽県
陽楽県（ようらく-けん）は、中華人民共和国河北省にかつて存在した県。現在の秦皇島市盧竜県南東部に相当する。
前漢により現在の遼寧省錦州市義県西部に設置された。三国時代、魏により河北省秦皇島市盧竜県南東部に移転している。南北朝時代、北斉により廃止され新昌県に編入された。